# Lachsbach- und Sebnitztal
Lachsbach- und Sebnitztal (česky Údolí Lachsbachu a Sebnice) je evropsky významná lokalita vyhlášená v červnu 2002 v rámci soustavy Natura 2000. Rozkládá se podél Lachsbachu, Sebnice a některých jejich přítoků na území zemského okresu Saské Švýcarsko-Východní Krušné hory v Sasku.

## Přírodní poměry
Z geomorfologického hlediska se lokalita nachází na území německé části Šluknovské pahorkatiny (německy Lausitzer Bergland), kde tvoří podloží granodiorit, a Děčínské vrchoviny (Elbsandsteingebirge) tvořené pískovcem. Nejrozšířenějším stanovištěm podle soustavy Natura 2000 jsou acidofilní bučiny (bučiny asociace Luzulo-Fagetum). V lokalitě se vyskytují dva chráněné druhy ryb, a to losos obecný (Salmo salar) a vranka obecná (Cottus gobio), dále mihule potoční (Lampetra planeri) a ze savců vydra říční (Lutra lutra), bobr evropský (Castor fiber), rys ostrovid (Lynx lynx) a netopýr velký (Myotis myotis).
| Kód  | Stanoviště                                                                                    | Plocha (ha) |
| ---- | --------------------------------------------------------------------------------------------- | ----------- |
| 3260 | Nížinné až horské vodní toky s vegetací svazů Ranunculion fluitantis a Callitricho-Batrachion | 18,23       |
| 6430 | Vlhkomilná vysokobylinná lemová společenstva nížin a horského až alpínského stupně            | 1,09        |
| 8150 | Středoevropské silikátové sutě                                                                | 0,15        |
| 8210 | Chasmofytická vegetace vápnitých skalnatých svahů                                             | 0,16        |
| 8220 | Chasmofytická vegetace silikátových skalnatých svahů                                          | 2,19        |
| 9110 | Bučiny asociace Luzulo-Fagetum                                                                | 55,4        |
| 9130 | Bučiny asociace Asperulo-Fagetum                                                              | 7,74        |
| 9170 | Dubohabřiny asociace Galio-Carpinetum                                                         | 0,79        |
| 9180 | Lesy svazu Tilio-Acerion na svazích, sutích a v roklích                                       | 17,13       |
| 91E0 | Údolní jasanovo-olšový luh                                                                    | 3,57        |